# 三島嶋麻呂
三島 嶋麻呂（みしま の しままろ、生没年不詳）は、奈良時代の貴族。姓は朝臣。官位は従五位上・左大舎人頭。

## 経歴
称徳朝の天平神護3年（767年）正月、正六位上から従五位下に昇叙している。同年5月、大膳員外亮に任ぜられる。
それから長く記録が途絶えるが、光仁朝の宝亀10年（779年）、乙訓王の後任の大膳亮に任ぜられ、桓武朝の天応2年（782年）、氷上川継の乱後の叙任において、百済王武鏡に官職を譲り、丹後介に就任している。

## 官歴
『続日本紀』による。
- 時期不詳：正六位上
- 天平神護3年（767年）正月18日：従五位下。5月14日：大膳員外亮
- 宝亀10年（779年） 11月28日：大膳亮
- 天応2年（782年）2月3日：丹後介

- 神護景雲元年（767年）10月15日：従五位上。
- 神護景雲2年（768年） 閏6月3日：左大舎人頭